# Arkebuza

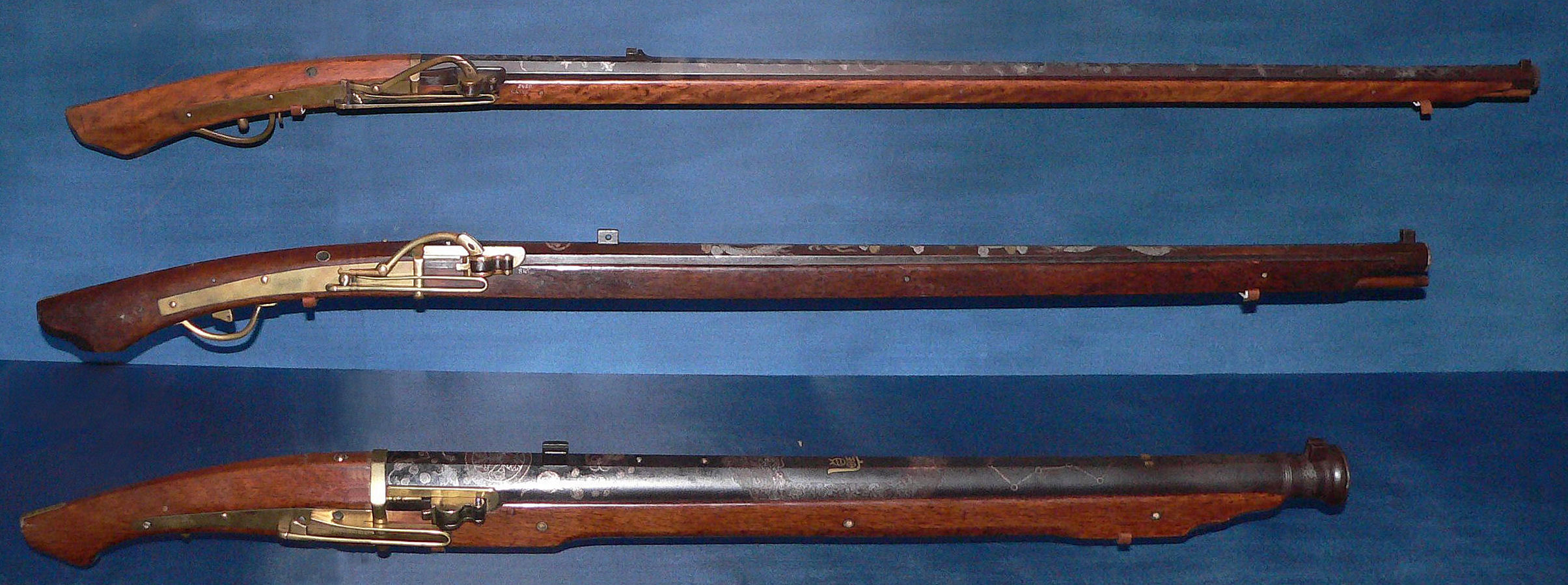
Japonské arkebuzy z období Edo (teppó)

Arkebuza je primitivní palná zbraň původem z 15. století. Jednalo se vlastně o malé dělo připevněné k dřevěné násadě. První arkebuzy měly doutnákový zámek, který byl později nahrazen křesadlovým zámkem. Jako všechny palné zbraně té doby i arkebuza byla předovka. Jednalo se o zbraň střední ráže, menší, kratší a lehčí než mušketa. Používala se až do 17. století.